# Léa Garcia
Léa Lucas Garcia de Aguiar (Rio de Janeiro, 11 de março de 1933 – Gramado, 15 de agosto de 2023) foi uma atriz brasileira. Internacionalmente conhecida como indicada ao prêmio de melhor interpretação feminina no Festival de Cannes em 1957 por sua atuação no filme Orfeu Negro, vencedor do Oscar de melhor filme estrangeiro.

## Biografia
Nascida na Praça Mauá, no Rio de Janeiro, no ano de 1933, Léa Lucas Garcia de Aguiar tornou-se atriz em um momento da história em que esse não era um trabalho comum para mulheres negras. Filha de Stela Lucas Garcia e José dos Santos Garcia, passou a morar com sua avó aos 11 anos, quando sua mãe morreu. Desde jovem, demonstrou o desejo de se envolver com o universo artístico, mas em outro campo. Queria cursar Letras para ser escritora.
Seu destino mudou ao conhecer Abdias Nascimento,com quem teve dois filhos, Henrique Christovão Garcia do Nascimento e Abdias do Nascimento Filho. O dramaturgo e ativista apresentou a ela a sua estante de livros e sugeriu a leitura das tragédias gregas. Depois, a convenceu a subir no palco pela primeira vez, na peça Rapsódia Negra (1952), do próprio Abdias, encenada pelo Teatro Experimental do Negro. A partir de então, a paixão pelas artes cênicas se impôs. Mais tarde teve seu terceiro filho, Marcelo Garcia de Aguiar conhecido como Marcelão Garcia (1965), com Armando Aguiar.
Trabalhando em teatro, TV e cinema, Léa Garcia consolidou uma carreira de papéis marcantes como a Rosa, de Escrava Isaura, novela que a tornou conhecida do público, e venceu a barreira dos personagens tradicionalmente destinados a atrizes negras. Tornou-se, assim, uma referência para jovens atores e admirada pela qualidade de suas atuações.
Léa morreu após sofrer um infarto em 15 de agosto de 2023, aos 90 anos, na cidade de Gramado, onde estava para receber o Troféu Oscarito no Festival de Gramado.

## Carreira
No teatro, uma das peças de destaque que fez no início de sua trajetória foi Orfeu da Conceição (1956), de Vinicius de Moraes. Cotada primeiro para ser Eurídice, Léa Garcia se encantou com a personagem Mira e conseguiu o papel. Os ensaios se realizaram na casa do próprio Vinicius e a estreia aconteceu no Teatro Municipal do Rio de Janeiro, com cenários de Oscar Niemeyer. No elenco estavam Haroldo Costa, Zeni Pereira, Pérola Negra e Ciro Monteiro.

Léa Garcia em Paris (1960).

Um filme foi feito depois, a partir da peça, com o nome Orfeu Negro e direção do francês Marcel Camus. Em vez da Mira, a atriz viveu a Serafina no longa-metragem. “As gravações eram ótimas, os franceses se apaixonaram pelos atores, nos acordavam cantando ‘manhãã’, com sotaque. Esse personagem me valeu o segundo lugar na Palma de Ouro, em Cannes”, conta Léa em entrevista ao Memória Globo.  
A estreia em televisão se deu no Grande Teatro da TV Tupi, na década de 1950. Na emissora, participou também do programa Vendem-se Terrenos no Céu, em 1963. O convite para trabalhar na Globo aconteceu em 1970, quando ela integrou o elenco de Assim na Terra como no Céu, de Dias Gomes. Na trama, era Dalva, empregada do personagem de Jardel Filho. Ele inventa que ela era uma princesa de Tobocobucu e passa a frequentar as festas dos grã-finos acompanhado da empregada.
Depois, fez Minha Doce Namorada (1971), de Vicente Sesso, dirigida por Daniel Filho, Régis Cardoso e Fernando Torres, e O Homem que Deve Morrer (1971), de Janete Clair, novela que trazia a história de dois casais inter-raciais, novidade à época. Léa Garcia trabalhou também na TV Rio, onde atuou em Os Acorrentados (1968), de Janete Clair, ao lado Dina Sfat, com Beth Faria, Monah Delacy e Ivone Hoffmann.
Na Globo, a atriz teve a oportunidade de participar do primeiro programa gravado inteiramente em cores no país, Meu Primeiro Baile, Caso Especial exibido em 1972. No mesmo ano, foi convidada para ser a Elza, uma secretária em Selva de Pedra, novela de Janete Clair que teve bastante sucesso. “A novela tinha um enfoque muito forte, o drama da Dina Sfat com a Regina Duarte. A Regina era a namoradinha do Brasil, sempre muito querida pelo público, e a Dina também era querida, uma atriz forte”, compara.
Na emissora, atuou em Os Ossos do Barão (1973), de Jorge Andrade, ao lado de Paulo Gracindo, e em mais uma novela de Janete Cair, Fogo Sobre Terra (1974), quando contracenou com Herval Rossano, antes de ele se tornar diretor. Em ambas, esteve no papel de empregada, mas em Fogo Sobre Terra de forma diferente e conhecendo a censura. Depois de gravar uma cena em que matava o patrão, precisou regravá-la, para evitar o que poderia ser considerado “mau exemplo”.
No ano seguinte, 1975, integrou o elenco de A Moreninha, de Marcos Rey. Duda, sua personagem, apaixonava-se por Simão, escravo que havia fugido e era interpretado por Haroldo de Oliveira. O maior sucesso da carreira aconteceu na próxima novela, Escrava Isaura (1976), um fenômeno de audiência no Brasil e no exterior. 
| “ | Escrava Isaura é o meu cartão de visitas. Tive muitas dificuldades em fazer cenas de maldade com a Lucélia Santos. Eu me lembro de uma cena em que, quando a Rosa acabou de fazer todas as perversidades com a Isaura, eu tive uma crise de choro, me pegou muito forte. Chorei muito, não com pena, mas porque me tocou | ” |

Foi a primeira vilã de Léa Garcia na TV, o que lhe rendeu também problemas, além do reconhecimento de público. A atriz sofreu inclusive violência física de pessoas que não conseguiam separar a personagem da vida real. Mas ela ressalta que a Rosa, na condição de escrava, lutava com as armas que tinha, o que era de difícil compreensão pelos telespectadores.

Fugindo dos personagens convencionais, Léa Garcia foi a Leila da novela Marina (1980), de Wilson Aguiar Filho. Como professora de história de um colégio caro, em São Paulo, vê sua filha sofrer preconceito e tem a chance de contar na TV a verdadeira história de Zumbi dos Palmares. Ainda na Globo, participou da minissérie Bandidos da Falange, de Aguinaldo Silva, em 1983.
Depois de uma passagem pela TV Manchete, onde fez duas novelas na emissora, em seguida – Dona Beija (1986), de Wilson Aguiar Filho, e Helena (1987), de Mario Prata –, a atriz volta à Globo para atuar na minissérie Abolição (1988), de Wilson Aguiar Filho, realizada em homenagem ao centenário da abolição da escravatura. Em outra produção densa, a minissérie Agosto (1993), de Jorge Furtado e Giba Assis Brasil, que se passa durante a crise do governo Vargas, Léa Garcia viveu Sebastiana, uma mulher que não se dá conta da dimensão do momento político nem do que acontece em volta dela.
O trabalho seguinte foi A Viagem, em 1994, de Ivani Ribeiro, em que seu personagem era responsável por explicar à protagonista, vivida por Christiane Torloni, que ela tinha morrido. Um ano depois, Léa Garcia trocou de emissora mais uma vez, atuando em Tocaia Grande (1995), de Duca Rachid, Mário Teixeira e Marcos Lazarini, e em Xica da Silva (1996), de Walcyr Carrasco, produções da TV Manchete. Nesta última, foi uma mulher de 150 anos que aparece em cima de uma pedreira, depois num ritual de magia negra. Para viver o personagem, precisou passar o dia inteiro com colágeno. A atriz atuou também na TV Bandeirantes, na novela O Campeão (1996), de Mário Prata e Ricardo Linhares.
Dirigida por Denise Saraceni, Léa Garcia volta à Globo e é escalada para o elenco de Anjo Mau (1997), de Maria Adelaide Amaral. Na novela, pôde trabalhar com atrizes de quem gosta, como Taís Araújo. No papel de Cida, era mãe das personagens de Taís e de Luiza Brunet, que escondia sua origem. Depois de uma participação em O Clone (2001), de Gloria Perez, a atriz tem uma nova experiência em outra emissora, a Record, nas novelas Cidadão Brasileiro (2006), de Lauro César Muniz; Luz do Sol (2007), de Ana Maria Moretzsohn; e A Lei e o Crime (2009), escrita por uma série de roteiristas.
Entre os filmes dos quais Léa Garcia participou ao longo de sua trajetória, está As Filhas do Vento (2005), vencedor de diversos prêmios no Festival de Gramado. Realizado por um diretor negro, Joel Zito Araújo, com um elenco de atores negros, a produção tem temática racial e conta uma história de redenção amorosa entre irmãs. Com o curta-metragem, Acalanto (2012), de Arturo Saboia, baseado num conto de Mia Couto, ela ganhou o segundo Kikito, em 2013. Em 2017, gravou outro curta-metragem, Acúmulo, de Gilson Junior, no qual é protagonista. Léa Garcia é também roteirista e tem escrito, para cinema, adaptações de textos de autores negros, como Cidinha da Silva, Luiz Silva Cuti e Muniz Sodré.
O retorno à Rede Globo ocorreu em 2016, em Êta Mundo Bom!, de Walcyr Carrasco, dirigida por Jorge Fernando, com quem ainda não havia trabalhado. Logo depois, fez Sol Nascente, de 2016, escrita por Walther Negrão, Júlio Fischer e Suzana Pires. Um de seus trabalhos mais recentes aconteceu durante a terceira temporada de Mister Brau, de Jorge Furtado, em 2017.
PRÊMIOS: melhor filme no BIFF (EUA) ; melhor filme na Mostra Curta Retiro (RJ);  melhor filme pelo júri oficial e melhor atriz à Léa Garcia no TP Cine 2018 (MG); melhor filme universitário e melhor atriz à Lea Garcia no Curta Canedo 2017 (GO); melhor filme por voto popular no Curta Toró 2017 (PA); melhor atriz à Léa Garcia no Curta Canoa (CE); menção honrosa de melhor filme universitário no FBCI 2017 (RJ). 
SELECÕES: VI Pachuca Film Fest 2017 (México); Curta Taquary (PE); Short Film Coner 2017 (França); San Gio Verona Film Festival (Itália); FBCU 2017 (RJ); Vercine (RJ); Mostra Curta Retiro (RJ); CineCipó (MG); Lumiar 2017; Curta Cerrado (MG); FBCI 2017 (RJ); Mostra Audiovisual de Petrópolis (RJ); Tpcine 2018 (RJ); 2ª Mostra Sesc Estadual (RJ); Cerimônia de abertura do FBCU 2019 (RJ).

## Filmografia

### Televisão
| Ano       | Título                                   | Personagem                       | Notas                                           | Emissora          |
| --------- | ---------------------------------------- | -------------------------------- | ----------------------------------------------- | ----------------- |
| 1952      | Teatro Experimental do Negro             | —                                | Episódio: "O Imperador Jones"                   | Rede Tupi         |
| 1952      | Teatro Experimental do Negro             | Beatriz                          | Episódio: "A Hora Certa"                        | Rede Tupi         |
| 1953      | Teatro Experimental do Negro             | Aila                             | Episódio: "O Filho Pródigo"                     | Rede Tupi         |
| 1953      | Teatro Experimental do Negro             | Suzana                           | Episódio: "Onde Está Marcada a Cruz"            | Rede Tupi         |
| 1953      | Teatro Experimental do Negro             | Hattie                           | Episódio: "Todos os Filhos de Deus Têm Asas"    | Rede Tupi         |
| 1959      | Teledrama Continental                    | Serafina                         | Episódio: "Orfeu da Conceição"                  | TV Continental    |
| 1959      | Paris Ciné                               | Apresentadora                    |                                                 | TF1               |
| 1960      | Cinéparonama                             | Apresentadora                    |                                                 | TF1               |
| 1963      | Vendem-se Terrenos no Céu                | Sônia                            |                                                 | Rede Tupi         |
| 1968      | A Última Testemunha                      | Yvete                            |                                                 | RecordTV          |
| 1969      | Acorrentados                             | Irmã Serafina                    |                                                 | RecordTV          |
| 1970      | Assim na Terra como no Céu               | Dalva                            |                                                 | TV Globo          |
| 1971      | Minha Doce Namorada                      | Cozinheira                       | Participação                                    | TV Globo          |
| 1971      | O Homem que Deve Morrer                  | Luana                            |                                                 | TV Globo          |
| 1971-72   | Clipe de Fim de Ano (Um Novo Tempo)      | Ela Mesma                        |                                                 | TV Globo          |
| 1972      | Selva de Pedra                           | Elza                             |                                                 | TV Globo          |
| 1972      | Caso Especial                            | Sônia                            | Episódio: "Meu Primeiro Baile"                  |                   |
| 1973      | Jerônimo, o Herói do Sertão              | Rosália                          | Episódio: "A Porta do Inferno"                  | Rede Tupi         |
| 1973      | Os Ossos do Barão                        | Marlene                          |                                                 | TV Globo          |
| 1973-74   | Clipe de Fim de Ano (Um Novo Tempo)      | Ela Mesma                        |                                                 | TV Globo          |
| 1974      | Caso Especial                            | Dália                            | Episódio: "Feliz na Ilusão"                     | TV Globo          |
| 1974      | Fogo sobre Terra                         | Lana                             |                                                 | TV Globo          |
| 1975      | A Moreninha                              | Duda                             |                                                 | TV Globo          |
| 1976      | O Casarão                                | Vendedora ambulante              | Participação                                    | TV Globo          |
| 1976      | Escrava Isaura                           | Rosa                             |                                                 | TV Globo          |
| 1973-74   | Clipe de Fim de Ano (Um Novo Tempo/CBPE) | Ela Mesma                        |                                                 | TV Globo          |
| 1978      | Maria, Maria                             | Rita de Cássia                   |                                                 | TV Globo          |
| 1979      | Plantão de Polícia                       | Larissa                          | Episódio: "Vampiros Tropicais"                  | TV Globo          |
| 1980      | Marina                                   | Leila                            |                                                 | TV Globo          |
| 1983      | Bandidos da Falange                      | Gladys                           |                                                 | TV Globo          |
| 1983      | Caso Verdade                             | Ana                              | Episódio: "Caso Adílio - O Craque da Esperança" |                   |
| 1983      | Caso Verdade                             | Cristina                         | Episódio: "Meninos do Recife"                   |                   |
| 1986      | Dona Beija                               | Flaviana                         |                                                 | Rede Manchete     |
| 1987      | Helena                                   | Chica dos Santos                 |                                                 | Rede Manchete     |
| 1988      | Abolição                                 | Aparecida                        |                                                 | TV Globo          |
| 1989      | Pacto de Sangue                          | Rute                             |                                                 | TV Globo          |
| 1990      | Desejo                                   | Mariana                          |                                                 | TV Globo          |
| 1990      | Araponga                                 | Raimunda (Mundica)               |                                                 | TV Globo          |
| 1993      | Agosto                                   | Sebastiana                       |                                                 | TV Globo          |
| 1994      | A Viagem                                 | Natália                          | Episódio: "24 de setembro–14 de outubro"        | TV Globo          |
| 1995      | Você Decide                              | Célia                            | Episódio: "O Professor"                         | TV Globo          |
| 1995      | Você Decide                              | Ruth                             | Episódio: "Retrato em Preto e Branco"           | TV Globo          |
| 1995      | Tocaia Grande                            | Baronesa Isabel                  | Participação especial                           | Rede Manchete     |
| 1996      | O Campeão                                | Jerusa Vianna                    |                                                 | Rede Bandeirantes |
| 1996      | Xica da Silva                            | Bastiana / Ialorixá              |                                                 | Rede Manchete     |
| 1997      | Anjo Mau                                 | Aparecida Noronha Ribeiro (Cida) |                                                 | TV Globo          |
| 1999      | Você Decide                              | Médica                           | Episódio: "Juízo Final"                         | TV Globo          |
| 1999      | Suave Veneno                             | Selma Ribeiro                    |                                                 | TV Globo          |
| 2001      | O Clone                                  | Lola da Silva                    |                                                 | TV Globo          |
| 2006      | Cidadão Brasileiro                       | Idalina (Dadá)                   |                                                 | RecordTV          |
| 2007      | Luz do Sol                               | Edite de Sá (Bá)                 |                                                 | RecordTV          |
| 2009      | A Lei e o Crime                          | Clara                            |                                                 | RecordTV          |
| 2010      | A História de Ester                      | Rarã                             |                                                 | RecordTV          |
| 2016      | Êta Mundo Bom!                           | Mazé                             | Episódio: "18 de janeiro"                       | TV Globo          |
| 2017      | Sol Nascente                             | Luzia                            | Episódios: "14–31 de janeiro"                   | TV Globo          |
| 2017      | Mister Brau                              | Antônia                          | Episódio: "9 de maio"                           | TV Globo          |
| 2018      | Sob Pressão                              | Leda                             | Episódio: "13 de novembro"                      | TV Globo          |
| 2018      | Assédio                                  | Conceição Duarte Silva           |                                                 | Globoplay         |
| 2019      | Carcereiros                              | Clotilde                         | Episódio: "Amores Brutos"                       | Globoplay         |
| 2020–2024 | Arcanjo Renegado                         | Laura                            |                                                 | Globoplay         |
| 2022      | Independências                           | Isolina                          |                                                 | TV Cultura        |
| 2023      | Tributo                                  | Ela mesma                        | Episódio: "Léa Garcia"                          | Globoplay         |

### Cinema
| Ano  | Título                             | Papel                    | Notas            |
| ---- | ---------------------------------- | ------------------------ | ---------------- |
| 1959 | Orfeu Negro                        | Serafina                 |                  |
| 1960 | Os Bandeirantes                    | Hermínia                 |                  |
| 1963 | Ganga Zumba                        | Cipriana                 |                  |
| 1964 | Santo Módico                       | Flora                    |                  |
| 1974 | O Forte                            | Damiana                  |                  |
| 1975 | Compasso de Espera                 | Zefa                     |                  |
| 1976 | Feminino Plural                    | Mulher                   |                  |
| 1977 | Ladrões de Cinema                  | Carlota Escrava          |                  |
| 1979 | A Deusa Negra                      | Sacerdotisa              |                  |
| 1979 | A Noiva da Cidade                  | Manuela                  |                  |
| 1984 | Quilombo                           | Mulher negra             |                  |
| 1998 | Cruz e Sousa - O Poeta do Desterro | Carolina                 |                  |
| 1999 | Orfeu                              | Mãe de Maicol            |                  |
| 2000 | A Negação do Brasil                | Ela mesma                | Documentário     |
| 2002 | Viva Sapato!                       | Mãe de Santo             |                  |
| 2005 | As Filhas do Vento                 | Maria da Ajuda (Ju)      |                  |
| 2005 | Vinicius                           | Ela mesma                |                  |
| 2006 | Memórias da Chibata                | Avó de Juca              | Curta-metragem   |
| 2006 | Mulheres do Brasil                 | Eunice                   |                  |
| 2006 | Atabaque Nzinga                    | Mãe de Santo             |                  |
| 2006 | O Maior Amor do Mundo              | Zezé                     |                  |
| 2007 | Remissão                           | Anita                    |                  |
| 2009 | Dias Amargos                       | Mira                     |                  |
| 2010 | Mon Père, Francis le Belge         | Sophie                   |                  |
| 2012 | Billi Pig                          | Tia Ludmila              |                  |
| 2012 | Sudoeste                           | Dona Iraci               |                  |
| 2013 | Acalanto                           | Luzia                    |                  |
| 2013 | Histórias Íntimas                  | Vendedora                |                  |
| 2014 | Trinta                             | Nha Zita                 | [ 14 ]           |
| 2014 | O Dia de Jerusa                    | Jerusa Anunciação Mamede | Curta-metragem   |
| 2017 | Pedacinho do Céu                   | Maria da Graça           | Curta-metragem   |
| 2018 | Acúmulo                            | Lete                     | Curta-metragem   |
| 2019 | Vizinhos                           | Olga                     |                  |
| 2020 | Boca de Ouro                       | Preta                    |                  |
| 2020 | M8 - Quando a Morte Socorre a Vida | Dona Ângela              |                  |
| 2021 | Um Dia com Jerusa                  | Jerusa Anunciação Mamede |                  |
| 2021 | Ibeji Ibeji                        | Nanã                     | Curta-metragem   |
| 2022 | O Pai da Rita                      | Tia Neguita              |                  |
| 2022 | Pacificado                         | Dona Preta               |                  |
| 2022 | Barba, Cabelo & Bigode             | Mãe Andinha              | Original Netflix |

## Teatro
| Ano       | Título                                   | Personagem                | Ref.   |
| --------- | ---------------------------------------- | ------------------------- | ------ |
| 1951      | A Obra de Shakespeare                    | Ama                       |        |
| 1951      | Tragédias Gregas                         | Medéia / Hipólita         |        |
| 1952–1953 | Rapsódia Negra                           | Oxum                      |        |
| 1953      | Filha Moça                               | A Filha                   |        |
| 1953      | Martim-Pescador                          | —                         |        |
| 1953      | O Logro                                  | —                         |        |
| 1953      | Imperador Jones                          | Nativa americana          |        |
| 1953      | O Filho Pródigo                          | Aíla                      |        |
| 1954      | Onde Está Marcada a Cruz                 | Suzana                    | [ 21 ] |
| 1954      | Todos os Filhos de Deus têm Asas         | Hattie                    | [ 21 ] |
| 1955      | Anel de Saturno                          | —                         |        |
| 1955      | Apenas Uma Cadeira                       | —                         |        |
| 1955      | Maria Conga                              | —                         |        |
| 1955      | O Belo Indiferente                       | —                         |        |
| 1955      | O Paroquiano Inevitável                  | —                         |        |
| 1956      | Orfeu da Conceição                       | Serafina                  | [ 22 ] |
| 1956      | A Alma Que Voltou pra Casa               | —                         |        |
| 1956      | Martim-Pescador                          | —                         |        |
| 1957      | Perdoa-me por Me Traíres                 | Ofélia                    | [ 23 ] |
| 1957      | Sortilégio: Mistério Negro               | Ifigênia                  | [ 24 ] |
| 1959      | Mama                                     | —                         |        |
| 1959      | Tudo É Carnaval                          | —                         |        |
| 1960      | Le Petit Prince                          | —                         |        |
| 1960      | O Sapo e a Estrela                       | —                         |        |
| 1961      | Os Bandeirantes                          | Hermínia                  |        |
| 1961–1962 | A Invasão                                | Lindalva                  |        |
| 1963–1964 | Soraia, Posto 2                          | Marlene                   |        |
| 1964      | A Invasão                                | —                         |        |
| 1965      | A Borralheira                            | —                         |        |
| 1965      | Teatro da Vida                           | —                         |        |
| 1968      | Antígona                                 | —                         |        |
| 1970      | Os Construtores de Império               | —                         |        |
| 1971      | Casa Grande e Senzala                    | —                         |        |
| 1971      | Abjeto Objeto                            | —                         |        |
| 1972      | Céu Estrelado                            | —                         |        |
| 1972      | O Reverso do Reverso                     | —                         |        |
| 1972      | Flicts                                   | —                         |        |
| 1972      | O Tesouro de Chica da Silva              | Chica da Silva            |        |
| 1974      | Crime Roubado                            | Carminha                  |        |
| 1978      | Para Mulheres que Pensaram em Suicídio   | —                         |        |
| 1983      | Cenas Cariocas                           | —                         |        |
| 1983–1989 | Piaf, a Vida de uma Estrela da Canção    | Josephine Baker           | [ 25 ] |
| 1988      | A Missa dos Quilombos                    | —                         |        |
| 1988      | A Lenda Africana                         | Niaja                     |        |
| 1988      | Cem Anos da Abolição, Uma Vergonha       | Mãe África / Sebastiana   |        |
| 1994      | Anjo Negro                               | —                         | [ 26 ] |
| 1995      | Romeu e Julieta: O Musical               | Ama                       |        |
| 1996      | Noites Negras                            | —                         |        |
| 2000      | De Coragem, Suor e Glória                | —                         |        |
| 2000      | Romanceiro da Inconfidência              | —                         |        |
| 2003      | Disse me Disse                           | —                         |        |
| 2004      | As Pequenas Raposas                      | —                         |        |
| 2012      | O Caixeiro da Taverna                    | —                         |        |
| 2014      | Miss Crawford Nunca Morre em Seus Filmes | —                         |        |
| 2015      | 3 Mulheres de Xangô: A Orelha de Obá     | —                         |        |
| 2016      | Procura-se Empregadx                     | —                         |        |
| 2017      | O Topo da Montanha                       | Mãe de Martin Luther King |        |
| 2022      | A Vida Não É Justa                       | Mabel                     | [ 27 ] |

## Prêmios e Indicações
| Ano  | Associações                              | Categoria                      | Nomeações             | Resultado | Ref.   |
| ---- | ---------------------------------------- | ------------------------------ | --------------------- | --------- | ------ |
| 1957 | Festival de Cinema de Cannes             | Melhor Interpretação Feminina  | Orfeu Negro           | Indicada  |        |
| 2004 | Festival de Cinema de Gramado            | Melhor Atriz                   | As Filhas do Vento    | Venceu    |        |
| 2004 | Festival de Cinema de Gramado            | Melhor Atriz (júri popular)    | As Filhas do Vento    | Venceu    | [ 28 ] |
| 2006 | Jornada Internacional de Cinema da Bahia | Melhor Atriz                   | Memórias da Chibata   | Venceu    |        |
| 2007 | Prêmio Guarani de Cinema Brasileiro      | Melhor Atriz Coadjuvante       | O Maior Amor do Mundo | Venceu    | [ 32 ] |
| 2008 | Festival de Cinema de Gramado            | Menção Honrosa do Júri         | Hoje tem Ragu         | Venceu    | [ 28 ] |
| 2009 | Festival de Cinema e TV de Natal         | Melhor Atriz                   | Dias Amargos          | Venceu    |        |
| 2013 | Festival de Cinema de Gramado            | Melhor Atriz em Curta-metragem | Acalanto              | Venceu    |        |
| 2013 | Brazilian Film Festival of Toronto       | Melhor Atriz de Curta-metragem | Acalanto              | Venceu    |        |
| 2014 | Festival de Cinema e Vídeo de Cuiabá     | Melhor Atriz                   | Acalanto              | Venceu    |        |
| 2018 | Festival Santa Cruz de Cinema            | Melhor Atriz                   | Acúmulo               | Venceu    | [ 33 ] |
| 2020 | Festival Santa Cruz de Cinema            | Homenagem                      | Carreira              | Venceu    |        |
| 2023 | Festival de Cinema de Gramado            | Troféu Oscarito (póstumo)      | Homenagem             | Venceu    | [ 34 ] |
| 2023 | Prêmio Bibi Ferreira                     | Melhor Atriz em Peça de Teatro | A Vida Não é Justa    | Pendente  |        |

## Ligações Externas
- Léa Garcia. no IMDb.